# Lars Svendsen

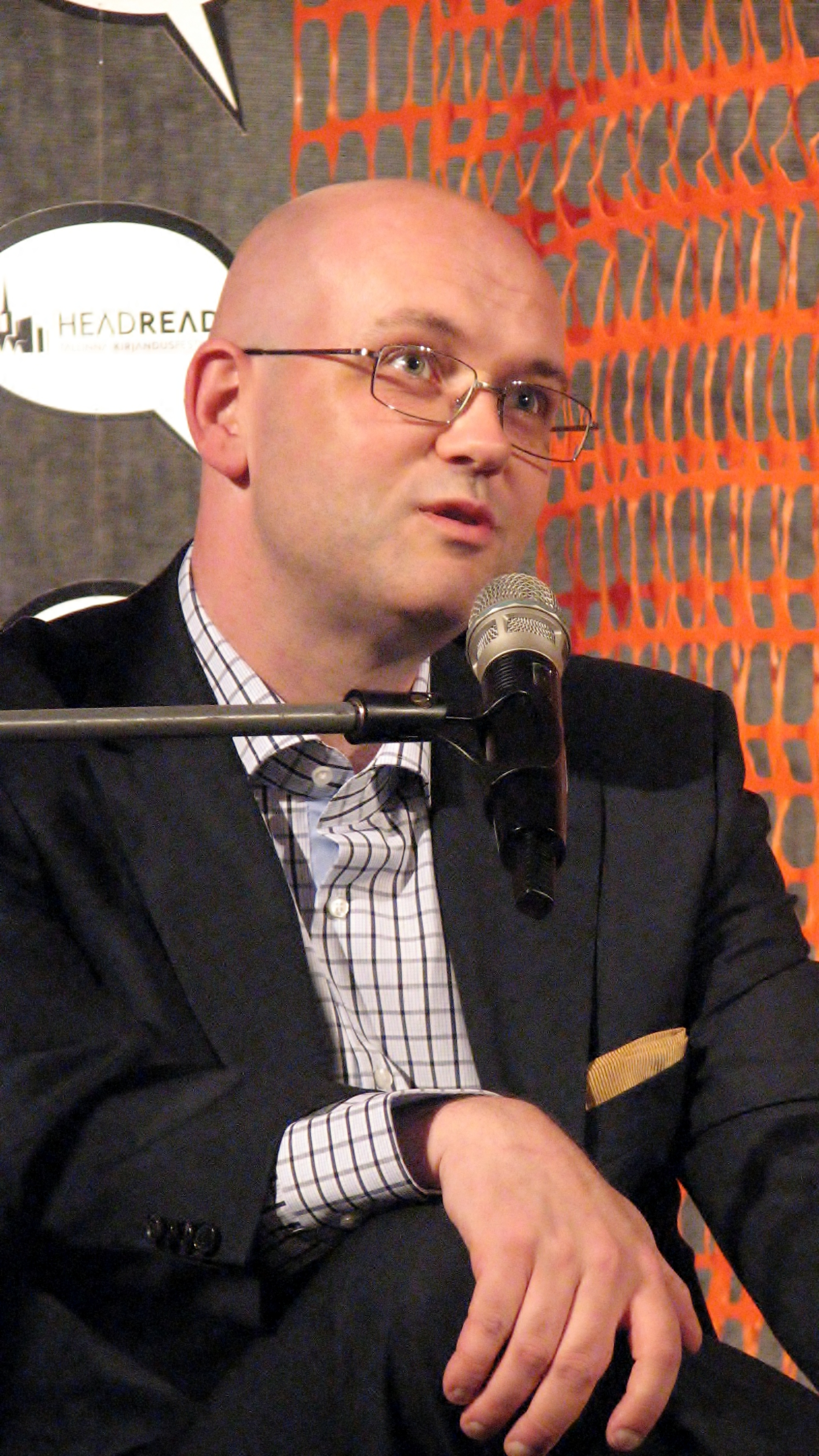
Lars Svendsen in 2012.

Lars Fredrik Händler Svendsen (geboren op 16 september 1970) is een Noors filosoof.
Hij is hoogleraar filosofie aan de Universiteit van Bergen, Noorwegen. Svendsen is de auteur van verscheidene boeken, waaronder A Philosophy of Boredom (2005), Fashion: a Philosophy (2006), A Philosophy of Fear (2008), en Work (2008). Zijn werken werden vertaald in 22 talen.